# Annemarie Worst
Annemarie Worst (* 19. Dezember 1995 in Harderwijk) ist eine niederländische Radrennfahrerin, die ihre größten Erfolge im Cyclocross hatte, aber auch Mountainbike- und Straßenradrennen bestreitet.

## Sportlicher Werdegang
Worst betrieb zu Beginn ihrer Karriere in erster Linie Cross-Country-Mountainbikerennen. Von 2014 bis 2019 war sie bei den niederländischen Meisterschaften fünfmal Zweite oder Dritte, konnte aber nie den Titel gewinnen. Erst im Winter 2016/2017 fuhr sie eine ausgedehnte Cyclocross-Saison und wurde bei den Weltmeisterschaften 2017 im luxemburgischen Bieles U23-Weltmeisterin, im ersten internationalen Sieg ihrer Karriere. Kurz darauf verpflichtete sie sich beim Team ERA-Circus mit dem Ziel, weiter beide Disziplinen zu betreiben.
Über die nächsten zwei Jahre etablierte sich Worst beim Cyclocross in der Weltspitze; ihren Durchbruch hatte sie zu Beginn der Saison 2018/2019, als sie innerhalb weniger Wochen beim Veldrit Gieten ihren ersten Klassementscross gewann und in ’s-Hertogenbosch die Europameisterschaften. 2019/2020 teilte sie sich die Vorherrschaft mit Lucinda Brand und Ceylin del Carmen Alvarado. Der Dreikampf gipfelte zunächst im Finale des Weltcups in Hoogerheide; hier profitierte Worst von einem Fehler Alvarados kurz vor dem Ziel und gewann die Gesamtwertung, während das Rennen an Brand ging. Eine Woche später lieferten sich die drei bis zum Schluss einen Kampf um den Weltmeistertitel; hier hatte Worst auf der Ziellinie das Nachsehen gegenüber Alvarado.
In den folgenden Jahren konnte Worst nicht mehr an diese Resultate anschließen. 2020/2021 kam sie infolge eines Mountainbike-Unfalls erst spät in Form, wurde aber nochmals Vizeweltmeisterin, diesmal hinter Brand. Später machten ihr wiederholt Knieprobleme zu schaffen, in der Saison 2024/2025 eine Handfraktur.
Nach 2020 reduzierte Worst ihre Mountainbike-Aktivitäten, auch infolge ihres Engagements beim Straßenteam Ciclismo Mundial (später Fenix-Deceuninck). Sie fuhr daher mehr Straßenrennen, wobei ihr wichtigster Erfolg ein Etappengewinn in der Belgium Tour 2022 war. Auf dem höchsten Niveau, der UCI Women’s WorldTour, fuhr sie in dieser Disziplin eher selten, bestritt aber den Giro d’Italia Donne 2023.

## Erfolge
2016/2017
 Weltmeisterin (U23)
2018/2019
 Europameisterin
Superprestige – Gieten
DVV Trofee – Hamme
2019/2020
 Weltmeisterschaften
 Europameisterschaften
Weltcup – Gesamtwertung / Bern, Tábor, Nommay
Superprestige – Zonhoven, Diegem
DVV Trofee – Hamme
2020/2021
 Weltmeisterschaften
 Europameisterschaften
X²O Trofee – Oudenaarde
2021/2022
Weltcup – Koksijde

### Straße
2022
eine Etappe Belgium Tour